# Southland Tales
Southland Tales är en science fiction/drama/svart komedi-film från 2007, skriven och regisserad av Richard Kelly och med bland andra Sarah Michelle Gellar i en av rollerna.
Filmen utspelar sig i en nära framtid med en alternativ historieskrivning, där USA utsatts för kärnvapenangrepp 2005. Southland är ett lokalt namn som syftar på södra Kalifornien och stor-Los Angeles.